# Elymus magellanicus
Elymus magellanicus là một loài thực vật có hoa trong họ Hòa thảo. Loài này được (Desv.) Á.Löve mô tả khoa học đầu tiên năm 1984.

## Hình ảnh

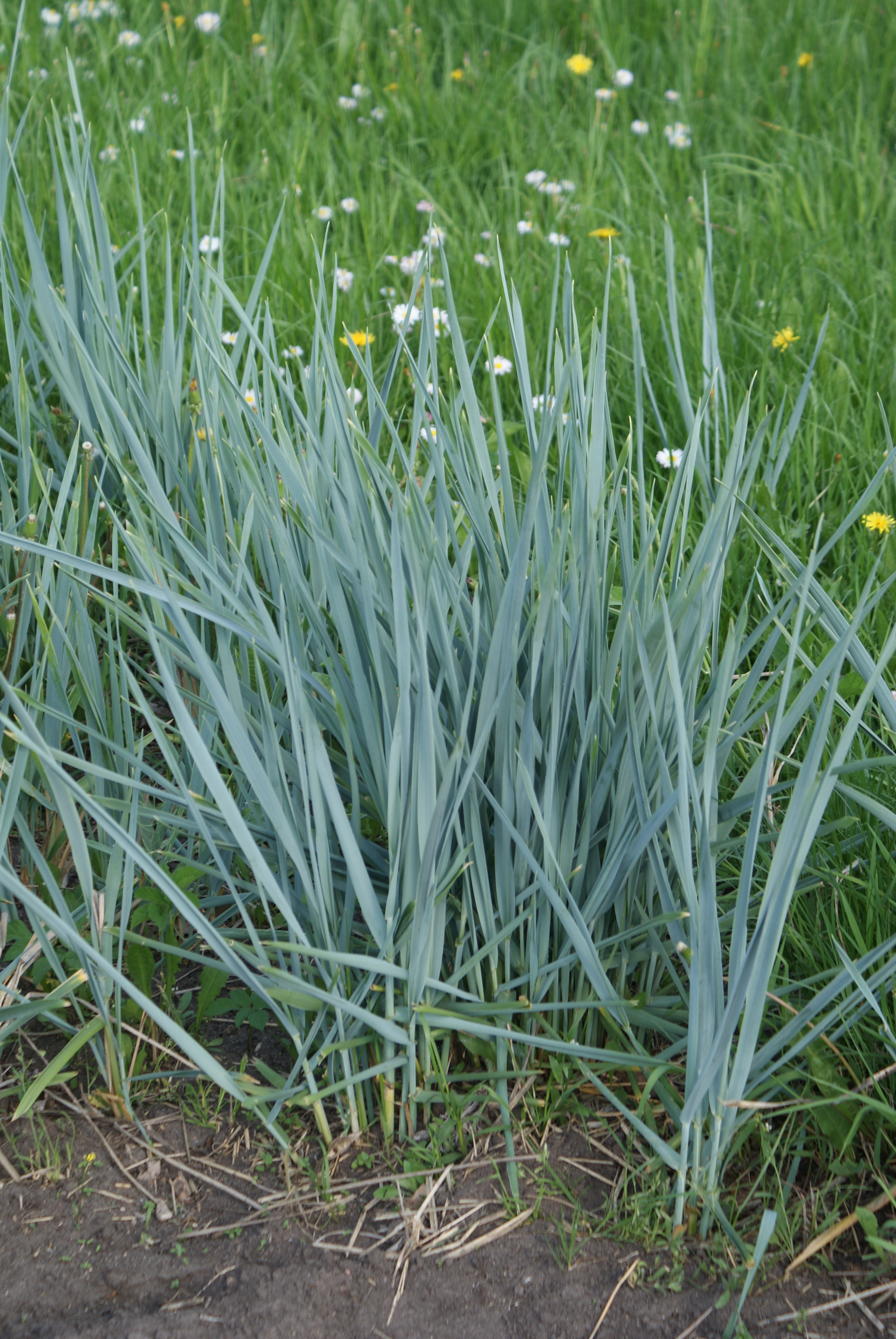